# Stefan Feierbach
Karl-Stefan Feierbach, född 1 maj 1955 i Brännkyrka församling i Stockholm, död 12 november 2009, var en  svensk barnskådespelare.
Han gjorde Mowglis sångröst i den animerade filmen Djungelboken 1968. Han var även med i TV-serierna Kråkguldet och Stora skälvan.
Feierbach avled i cancer. Han är begravd på Katarina kyrkogård i Stockholm.

## Filmografi (urval)
- 1968 – Vindingevals (Sune, Alexanders son)
- 1968 – Djungelboken (Mowglis sångröst)
- 1969 – Ådalen 31 (Åke, Kjells bror)
- 1969 – Kråkguldet (TV-serie) (Åke)
- 1972 – Stora skälvan (TV-serie) (Tor)